# Koźliny (Pommeren)

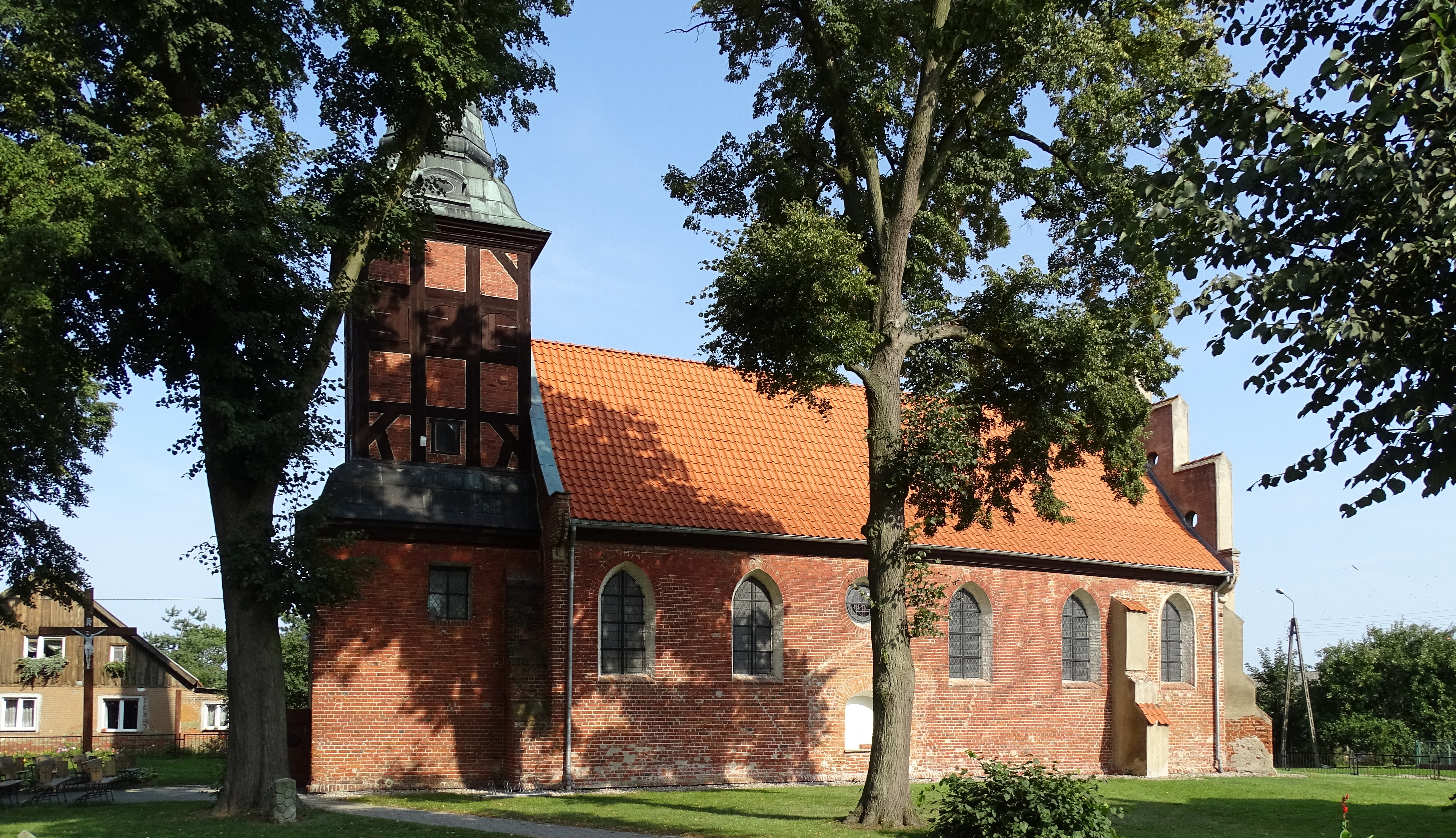
De parochiekerk. Gebouwd in de 14e eeuw.

Koźliny is een plaats in het Poolse district  Gdański, woiwodschap Pommeren. De plaats maakt deel uit van de gemeente Suchy Dąb en telt 801 inwoners.